# 乍都节县
（音素換寫：Ctucạkr，皇家轉寫：Chaktuchak），是泰国曼谷的50个区之一，位于该市北部。面积32.9平方公里，人口為176,501人。

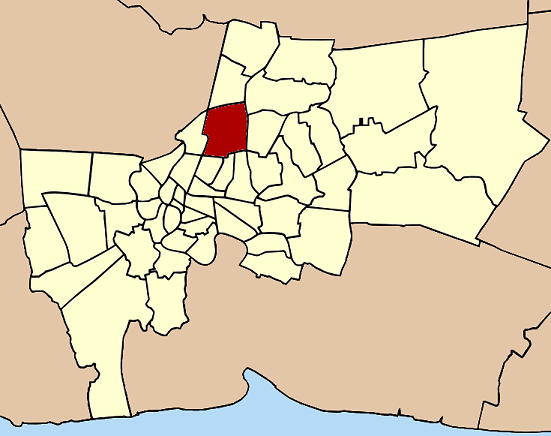
乍都节县在曼谷地图中的位置

乍都节县与另外7个县相邻：朗四县、曼卿县、叻拋縣、汇权县、邻鈴县、披耶泰县和曼赐县。

## 风景名胜
- 乍都节公园

## 购物
恰圖恰市集是该区最著名的地点，也是泰国最大的市场。

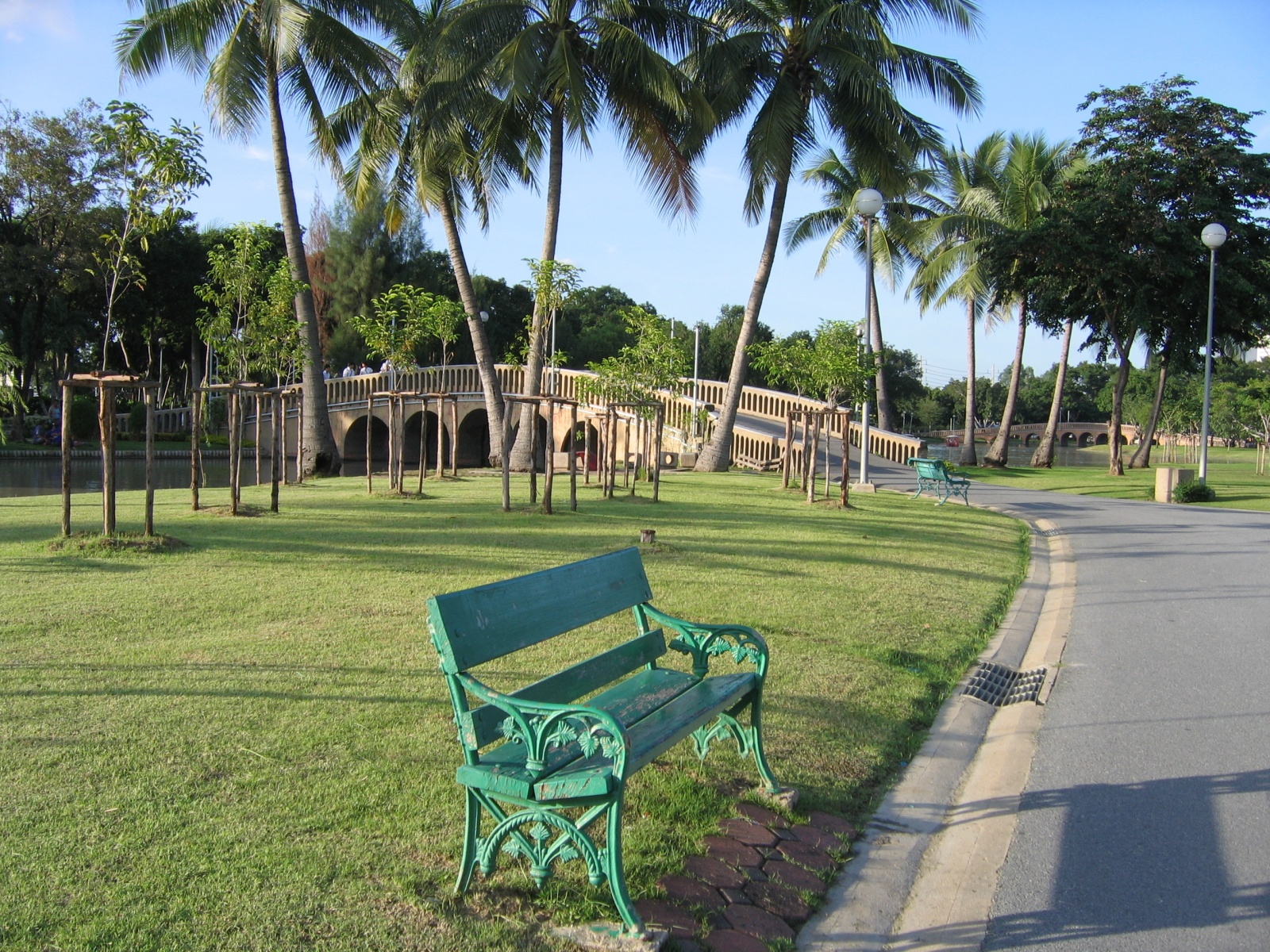
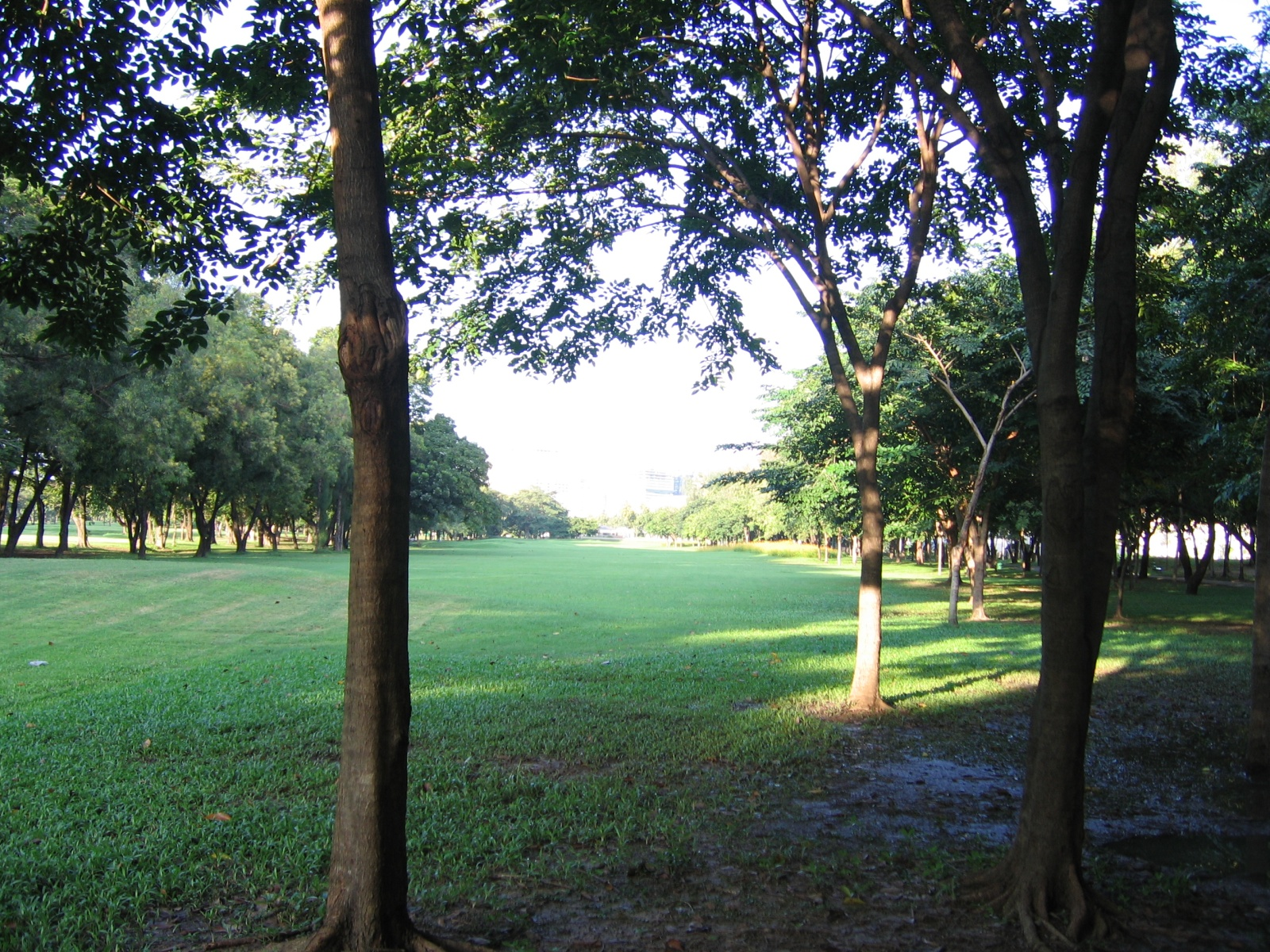
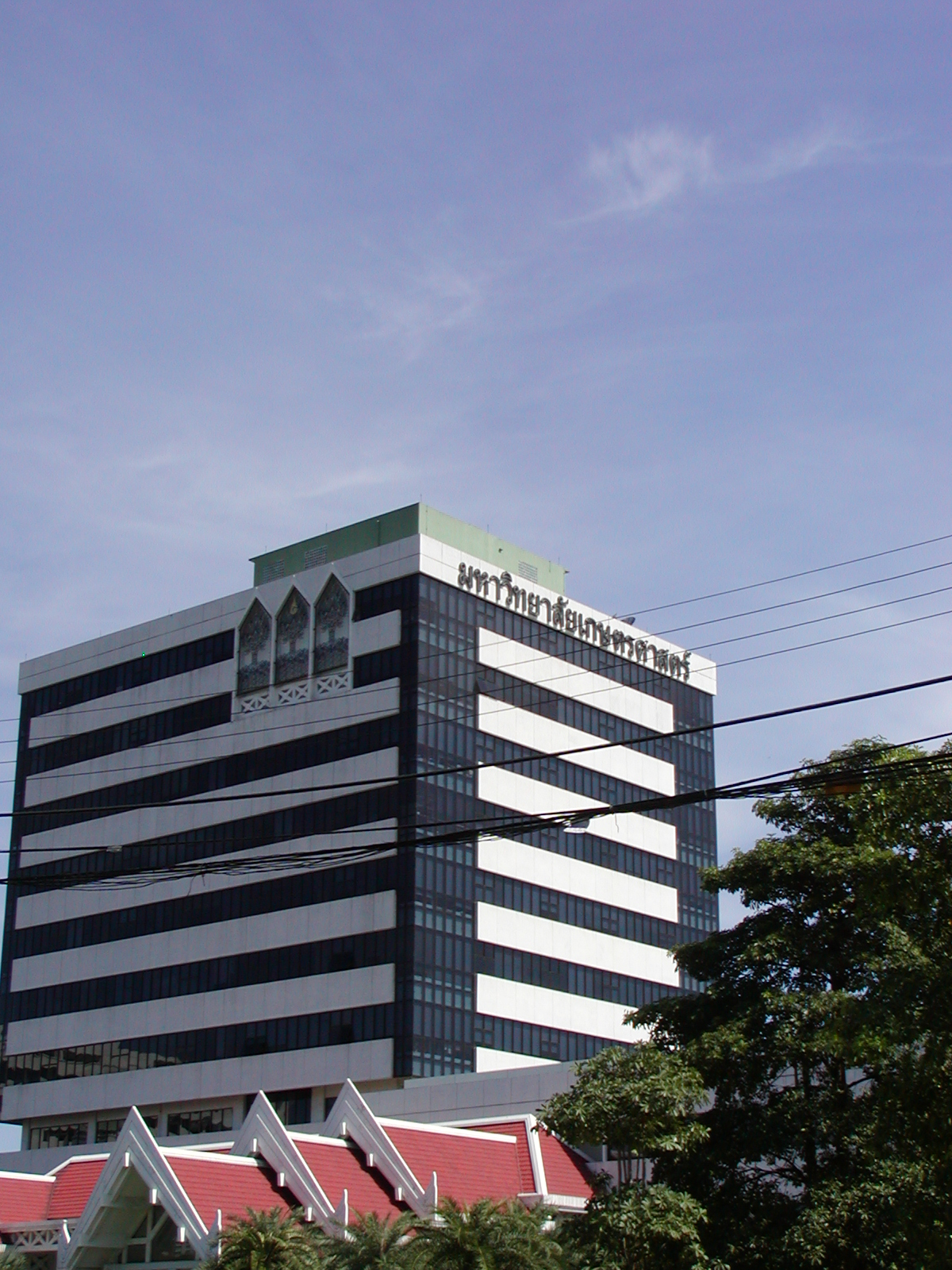